# Spaced
Spaced is een Britse komedieserie, met in de hoofdrollen Simon Pegg als Tim Bisley en Jessica Stevenson als Daisy Steiner. De serie werd geregisseerd door Edgar Wright. De eerste aflevering werd in april 1999 uitgezonden in Engeland door Channel 4. In Nederland werd de serie  door Veronica uitgezonden.
In de serie worden veel toespelingen gemaakt op oude televisieseries en films, bijvoorbeeld The X-Files, Star Wars, The Shining en Murder, She Wrote. 
De serie won een prijs op het British Comedy Festival en werd genomineerd voor een Gouden Roos op het Festival van Montreux.

## Verhaal
Tim Bisley (Simon Pegg) is een tekenaar die nadat zijn relatie is verbroken een flat zoekt. In een café ontmoet hij schrijfster Daisy Steiner (Jessica Stevenson) die ook woonruimte zoekt. Hoewel ze elkaar niet goed kennen besluiten ze samen te reageren op een goedkope flat van huisbaas Marsha Klein (Julia Deakin). De enige voorwaarde voor de flat is dat deze verhuurd wordt aan een stel, dus doen Tim en Daisy zich zo voor en krijgen de woning. Ook in de flat woont kunstenaar Brian Topp (Mark Heap), die een relatie krijgt met de beste vriendin van Daisy, Twist Morgan (Katy Carmichael). In het tweede seizoen woont ook de beste vriend van Tim, Mike Watt (Nick Frost) in de flat.

## Rolverdeling
| Acteur            | Personage     | Opmerkingen |
| ----------------- | ------------- | --- |
| Simon Pegg        | Tim Bisley    | Tekenaar die in een sciencefictionwinkel werkt. Hij werkt aan zijn eigen stripverhaal en langzaam maar zeker krijgt hij gevoelens voor Daisy.                               |
| Jessica Stevenson | Daisy Steiner | Schrijfster en doet zich samen met Tim als echtpaar voor. Hoewel ze schrijfster is heeft ze moeite om maar iets op papier te krijgen.                                       |
| Julia Deakin      | Marsha Klein  | Huisbaas die denkt dat Tim en Daisy een relatie hebben. Ze is zelden zonder een glas wijn of een sigaret te zien en heeft een dochter, Amber, waar ze vaak ruzie mee heeft. |
| Mark Heap         | Brian Topp    | Onderbuurman van Tim en Daisy. Hij is een excentrieke moderne kunstenaar en heeft een relatie met Twist.                                                                    |
| Nick Frost        | Mike Watt     | De beste vriend van Tim. Hij wil het leger in, maar wordt door zijn slechte ogen niet toegelaten.                                                                           |
| Katy Carmichael   | Twist Morgan  | De beste vriendin van Daisy, ze werkt in "de modebusiness" (een wasserij) en ze is verwaand, maar ze houdt van Brian.                                                       |